# 张新民 (1959年)
张新民（1959年1月—），男，汉族，河南温县人，中华人民共和国政治人物。现任中国科学院高能物理研究所研究员，博士生导师。第十四届全国政协委员。